# دانکن مک‌دونالد
دانکن مک‌دونالد (انگلیسی: Duncan McDonald؛ زادهٔ) بازیکن فوتبال است.
از باشگاه‌هایی که در آن بازی کرده‌است می‌توان به باشگاه فوتبال آرسنال اشاره کرد.